# Neppia boehmigi
Neppia boehmigi is een platworm (Platyhelminthes). De worm is tweeslachtig. De soort leeft in of nabij zoet water.
Het geslacht Neppia, waarin de platworm wordt geplaatst, wordt tot de familie Dugesiidae gerekend. De wetenschappelijke naam van de soort werd, als Planaria boehmigi, voor het eerst geldig gepubliceerd in 1909 door Weiss.